# Chelmsley Town F.C.
Chelmsley Town FC là một câu lạc bộ bóng đá có trụ sở tại Chelmsley Wood, West Midlands, Anh. Đội bóng hiện thi đấu tại Midland League Division One và có sân nhà ở Pack Meadow, Coleshill.

## Danh hiệu
- Midland Combination
  - Nhà vô địch Division One mùa giải 1987–88[2]
  - Nhà vô địch Challenge Vase mùa giải 2011–12[1]
  - Nhà vô địch Presidents Cup mùa giải 1977–78[3]
  - Nhà vô địch Invitation Cup mùa giải 1978–79[3]
- Mercian League
  - Nhà vô địch Premier Division các mùa giải 1964–65, 1966–67, 1971–72[1][3]

## Thống kê
- Thành tích tốt nhất tại FA Vase: Vòng một các mùa giải 1975–76, 2016–17[2]